# Suzukiana pallida
Suzukiana pallida är en fjärilsart som beskrevs av Nakamura 1976. Suzukiana pallida ingår i släktet Suzukiana och familjen tandspinnare. Inga underarter finns listade i Catalogue of Life.